# Mentzelia albicaulis
Mentzelia albicaulis är en brännreveväxtart som först beskrevs av William Jackson Hooker, och fick sitt nu gällande namn av John Torrey och Gray. Mentzelia albicaulis ingår i släktet Mentzelia och familjen brännreveväxter. Utöver nominatformen finns också underarten M. a. albicaulis.

## Bildgalleri

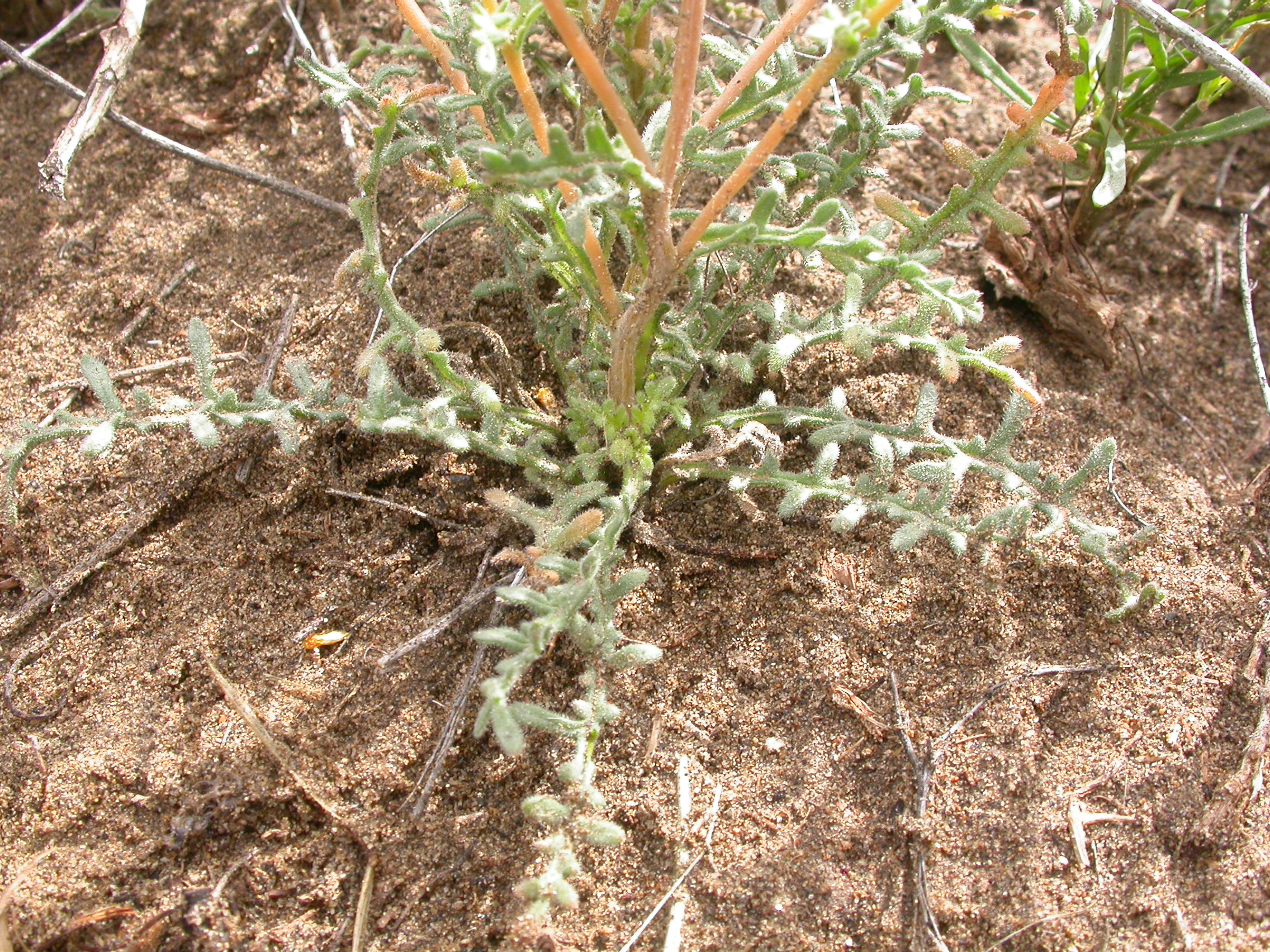
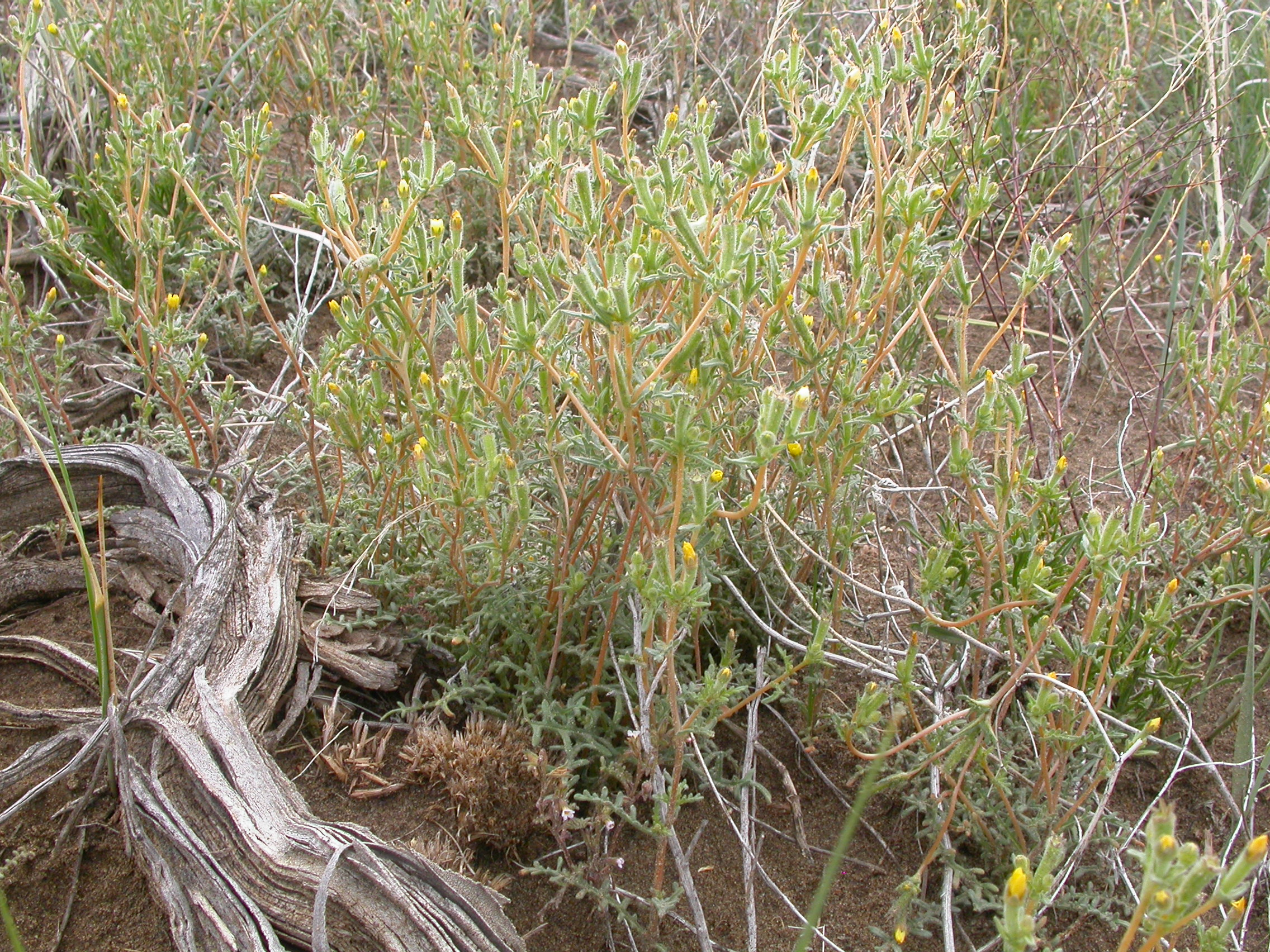
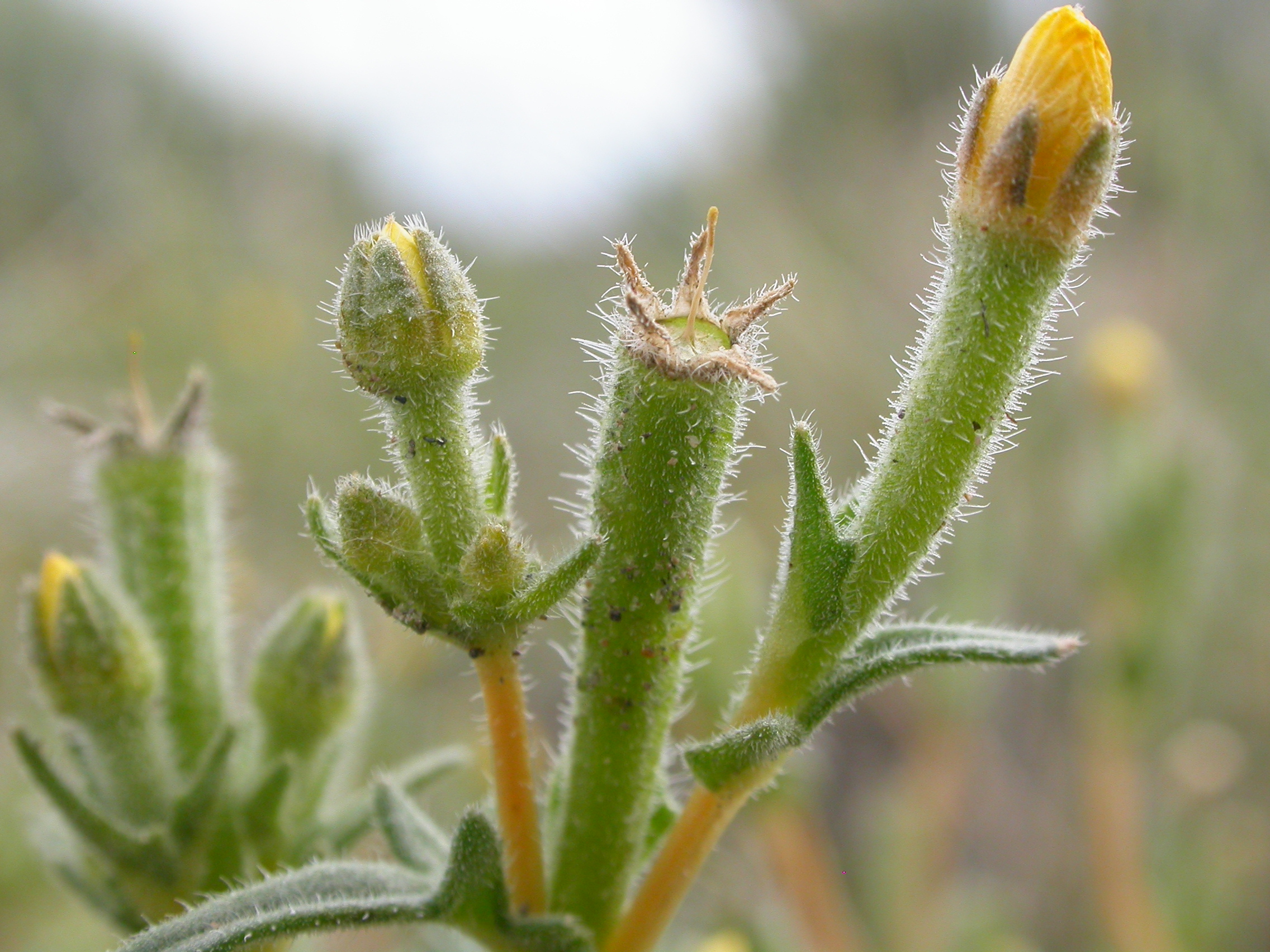
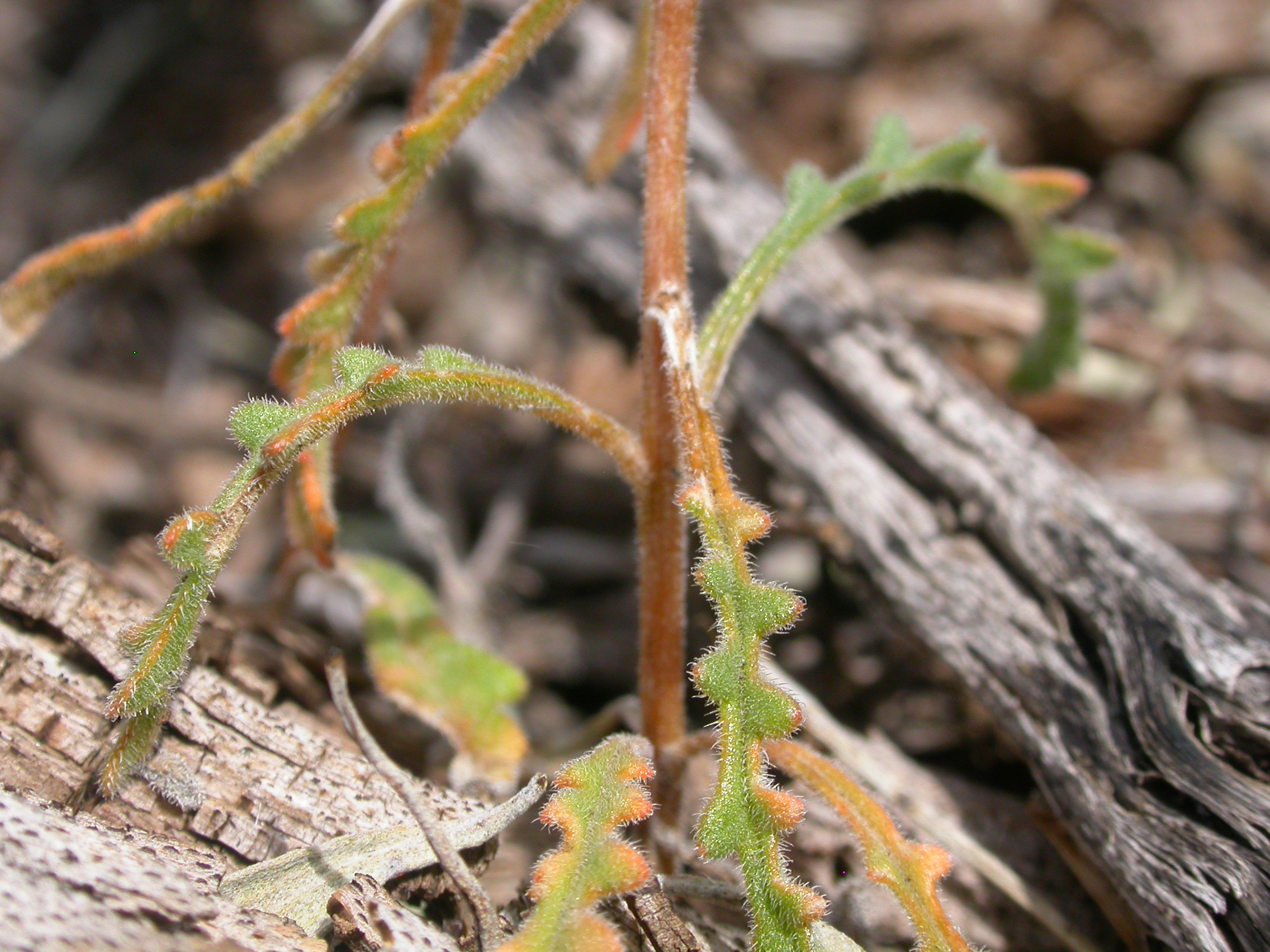
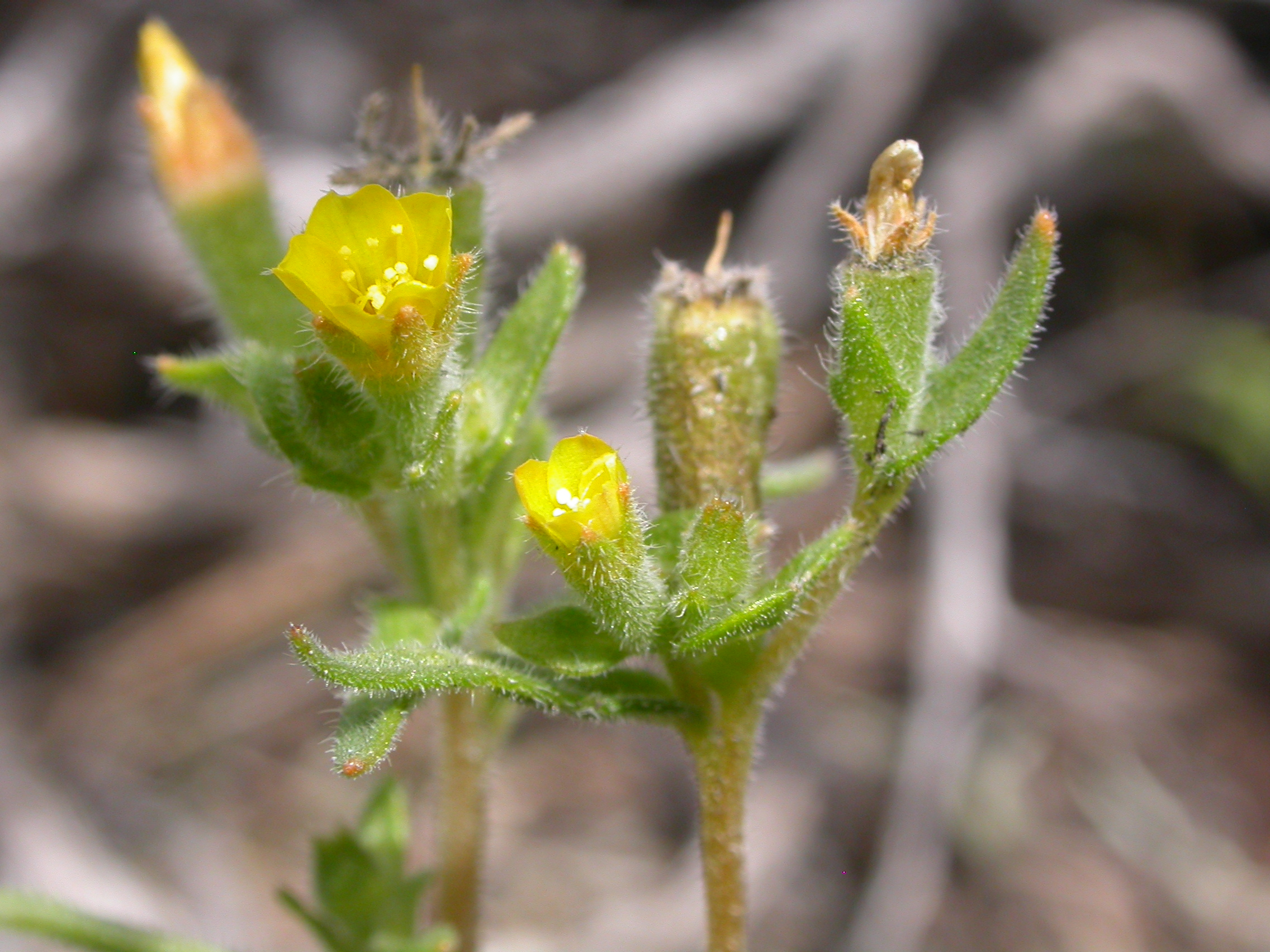
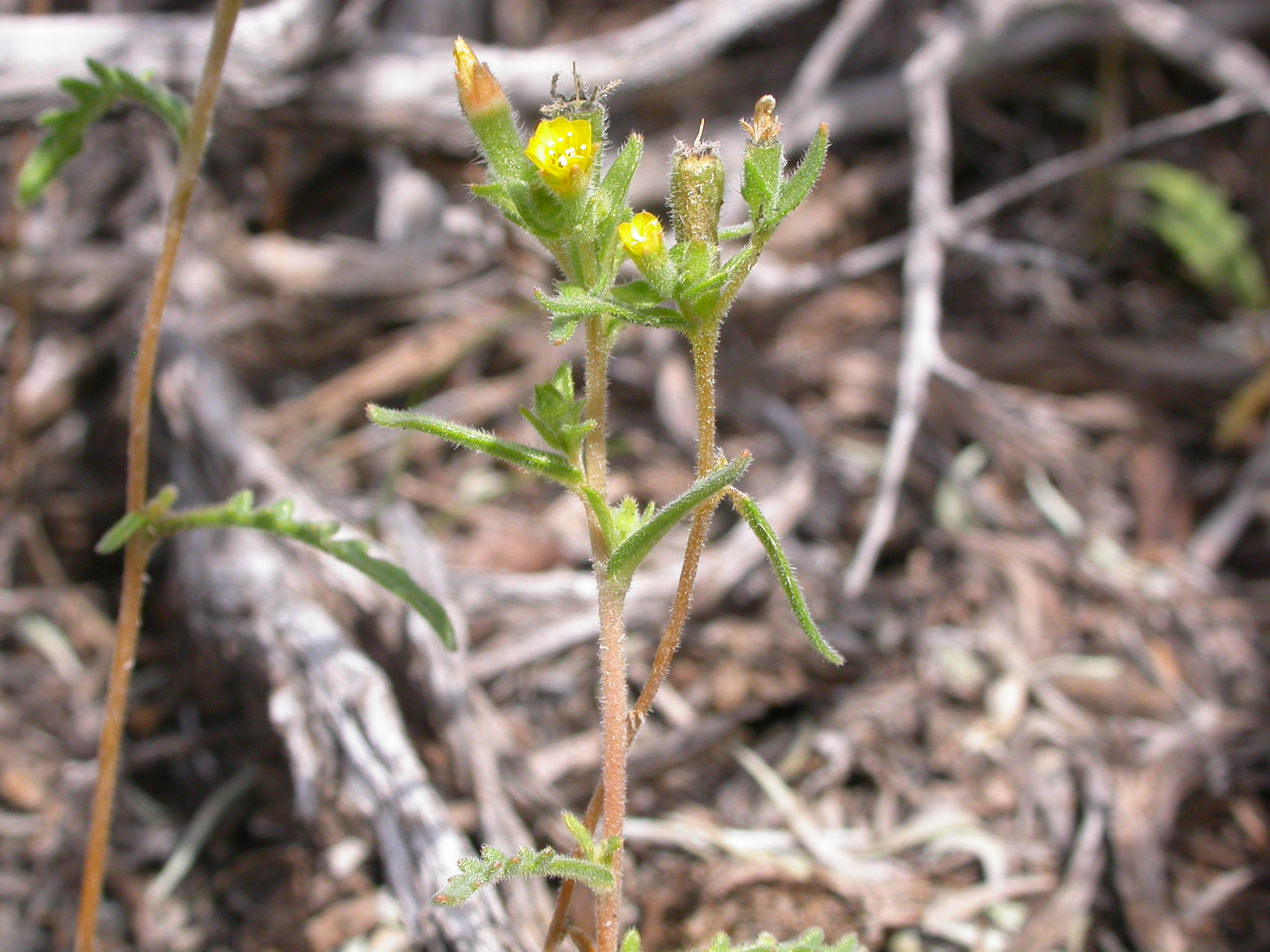